# Yankee Stadium (1923)
 Denne artikel omhandler det tidligere Yankee Stadium opført i 1923. For det nuværende stadion, se Yankee Stadium.
Yankee Stadium var et baseballstadion i New York City, der var hjemmebane for baseballholdet New York Yankees. Det store stadion lå på East 161st Street og River Avenue i The Bronx. Førhen var det hjemmebane for New York Giants amerikanske fodboldhold og har også afholdt mange boksekampe.
Yankee Stadium åbnede i 1923 og var hjemmebane for New York Yankees indtil 1973, hvor stadionet blev kraftigt renoveret. New York Yankees spillede atter kampe på det nye stadion i perioden 1976 til 2008. Stadionet har en tilskuerkapacitet på 57.545 og har lagt bane til 6.581 Yankees kampe i det 85-årige historie. Yankee Stadium kaldes også "The House that Ruth built" efter den legendariske baseball-stjerne Babe Ruth.
Yankee Stadium anses som et af de mest berømte bygningsværker i USA, og har været vært ved mange store begivenheder og historiske øjeblikke i amerikansk sportshistorie. New York Yankees har vundet flere World Series championships (26) end noget andet hold og Yankee Stadium har været vært ved 37 World Series, mere end noget andet baseballstadion. Yankee Stadium har også været vært ved major-league All-Star Game fire gange: i 1939, 1960, 1977, og i forbindelse med lukning af det gamle Yankee Stadium, i 2008.
I 2006 påbegyndte the Yankees opførelsen af et nyt stadion til 1,8 milliarder dollars i en offentlig park nær det oprindelige Yankee Stadium. Det nye Yankee Stadium åbnede i 2009, og det meste af det gamle stadion vil blive revet ned og omdannet til park.
Yankee Stadium har endvidere været vært ved en lang række berømte boksekampe. Allerede i 1923 boksede Benny Leonard titelkamp mod Lou Tendler om verdensmeserskabet i letvægt foran 58.000 tilskuere, og i 1920'erne og 1930'erne boksede sværvægtsmestrene Jack Dempsey, Gene Tunney, Jack Sharkey og Max Schmeling VM-kampe på Yankee Stadium. En af verdenshistoriens mest berømte kampe, revanchematchen mellem sværvægterne Joe Louis og Max Schmeling blev bokset i 1938 på Yankee Stadium. Louis boksede flere af sine VM-kampe på Yankee Stadium. Sidste VM-kamp i sværvægt på Yankee Stadium blev afviklet i 1976, da en aldrende Muhammad Ali vandt en snæver pointsejr over udfordreren Ken Norton.

## Eksterne links
- Wikimedia Commons har flere filer relateret til Yankee Stadium (1923)

40°49′37″N 73°55′41″V / 40.826944444444°N 73.928055555556°V